# Pusztaszemes, Somogy
Pusztaszemes  este un sat în districtul Siófok, județul Somogy, Ungaria, având o populație de 361 de locuitori (2011). 

## Demografie
Componența etnică a satului Pusztaszemes
     Maghiari (95,48%)
     Germani (2,71%)
     Necunoscut (0,9%)
     Romi (0,9%)
     Alții (0,9%)
Componența confesională a satului Pusztaszemes
     Romano-catolici (52,08%)
     Fără religie (20,78%)
     Reformați (2,77%)
     Luterani (1,66%)
     Necunoscută (22,71%)
Conform recensământului din 2011, satul Pusztaszemes avea 361 de locuitori. Din punct de vedere etnic, majoritatea locuitorilor (95,48%) erau maghiari, cu o minoritate de germani (2,71%). Apartenența etnică nu este cunoscută în cazul a 0,9% din locuitori.  Din punct de vedere confesional, majoritatea locuitorilor (52,08%) erau romano-catolici, existând și minorități de persoane fără religie (20,78%), reformați (2,77%) și luterani (1,66%). Pentru 22,71% din locuitori nu este cunoscută apartenența confesională.